# Ficus blepharophylla
Ficus blepharophylla är en mullbärsväxtart som beskrevs av M. Vázquez Avila. Ficus blepharophylla ingår i släktet fikonsläktet, och familjen mullbärsväxter. Inga underarter finns listade i Catalogue of Life.